# Замок Клонони
Замок Клонони (англ. Clonony, ирл. Cluain Damhna) находится в графстве Оффали в Ирландии.

## История
Клонони — замок эпохи Тюдоров, был построен кланом Маккохлан до 1519 года, Джон Ог Маккохлан уступил его королю Генриху VIII. Король, в свою очередь, передал его Томасу Болейну, на дочери которого, Анне, он собирался жениться. Троюродные сёстры королевы Елизаветы I, Мэри и Элизабет Болейн, проживали в Клонони, их могилы были обнаружены в 1803 году в 100 метрах от замка. На известняковом надгробии выбита надпись: «Здесь лежат Элизабет и Мэри Болейн, дочери Томаса Болейна, сына Джорджа Болейна, сына Джорджа Болейна виконта Рокфорда, сына сэра Томаса Болейна эрла Ормонда и Уилшира» (Here under leys Elisabeth and Mary Bullyn, daughters of Thomas Bullyn, son of George Bullyn the son of George Bullyn Viscount Rochford son of Sir Thomas Bullyn Erle of Ormond and Willsheere).

## Современное состояние
Пятидесятифутовая башня, окружённая садами и рвом, — Национальный памятник Ирландии. Замок находится в нескольких километрах от Клонмакнойса, древнего центра ирландского образования. Рядом располагаются деревни Шаннон-Харбер, Шаннонбридж и посёлок Банахер. Клонони в настоящее время восстановлен и открыт для бесплатных посещений (без определённого графика).

## Архитектура
В Клонони имеются все основные элементы фортификации, характерные для дома-башни: машикули, дыры-убийцы,  винтовая лестница, кладовые и внутренний двор. Первый уровень разрушился, но был заменен во время последней реставрации владельцами замка. На втором уровне были восстановлены бочкообразные своды. В доме-башне три этажа, вход располагается с запада, над ним устроены машикули. Внутри из помещения первого этажа, защищённого от обстрела (каземата) винтовая лестница ведёт наверх. Стены, окружающие внутренний двор, с двумя угловыми квадратными башнями угол и входом, над которым размещался герб, были реконструированы в XIX веке и дают представление о том, как выглядел оригинальный комплекс сооружений дома-башни.